# Arthonia pruinosella
Arthonia pruinosella är en lavart som beskrevs av Nyl. Arthonia pruinosella ingår i släktet Arthonia och familjen Arthoniaceae.   Inga underarter finns listade i Catalogue of Life.